# Карабастау (Тюлькубасский район)
Карабастау (каз. Қарабастау) — село в Тюлькубасском районе Туркестанской области Казахстана. Входит в состав Тастумсыкского сельского округа. Код КАТО — 516061700.

## Население
В 1999 году население села составляло 151 человек (76 мужчин и 75 женщин). По данным переписи 2009 года, в селе проживало 148 человек (73 мужчины и 75 женщин).